# Ståle Solbakken
Ståle Solbakken, född 27 februari 1968 i Kongsvinger i Norge, är en norsk fotbollstränare och före detta fotbollsspelare. Han har bland annat tränat FC Köpenhamn och FC Köln. Han är sedan 2020 förbundskapten för Norges herrlandslag.
På en träning den 13 mars 2001 drabbades Solbakken av en hjärtattack. Det dröjde till ambulansens ankomst (cirka 10 minuter senare) innan man fick igång norrmannens hjärta igen; hjärtattacken förstörde hans aktiva karriär. Numera har han en pacemaker inopererad i bröstet.

## FC Köln
Den 14 maj 2011 blev Solbakken presenterad som ny manager för den tyska klubben FC Köln och nobbade därmed det norska landslaget som han var tänkt att ta över 2012.
Den 12 april 2012 fick Solbakken lämna sitt uppdrag som tränare i Köln efter att laget radat upp dåliga resultat, och med fyra omgångar kvar legat på kvalplats i Bundesliga.

## Meriter
Spelare:
- Kniksenprisen för Årets mittfältare 1995
- Superligaen 1999 & 2001

Tränare:
- Kniksenprisen för Årets tränare 2004
- Royal League 2006
- Superligaen 2006, 2007, 2009, 2010
- Superligaen "Årets tränare" 2007
- Danska cupen 2009